# Estació del Camp de Tarragona
Camp de Tarragona és una estació de ferrocarril situada entre les poblacions de la Secuita i Perafort, al centre del triangle format per Tarragona, Reus i Valls. L'accés a l'estació s'ha de fer mitjançant autobús o vehicles particulars.
L'estació disposa de 8 vies d'ample internacional (UIC), 4 de les quals sense andanes per a serveis sense parada que actualment utilitzen els trens directes Madrid-Barcelona o semidirectes Madrid-Saragossa-Barcelona.
L'estació, oberta el 2006, està situada gairebé al mateix indret on estava situada l'antiga estació de RENFE de La Secuita-Perafort, de la línia Reus-Roda de Berà, clausurada l'any 1992.

## Història
L'estació es va inaugurar el 26 de desembre del 2006 amb la perllongament de la LAV Madrid-Lleida fins al canviador d'amplada de Roda de Berà, fet que la va convertir en estació terminal de la nova línia d'alta velocitat.
El 20 de febrer del 2008 va deixar de ser una estació terminal amb la extensió de la LAV fins a l'Barcelona-Sants.
El 13 de gener del 2020 l'estació va quedar connectada amb el corredor mediterrani per el nou traçat entre Vandellòs i Vila-seca, mitjançant un canviador d'amplada a la Boella.

## Serveis ferroviaris
Tots els trens que hi passen són d'amplada internacional, dels quals els Euromed, Alvia i l'Avant de Tortosa són d'amplada variable.

### Regionals
Pel fet que només hi passin trens d'amplada estàndard, els únics serveis de mitjana distància és l'Avant.
| Serveis regionals de Rodalies de Catalunya |                 |       |                 |                        |
| Procedència/Destinació                     | <               | Línia | >               | Procedència/Destinació |
| Lleida Pirineus                            | Lleida Pirineus | Avant | Barcelona-Sants | Barcelona-Sants        |
| Tortosa                                    | Cambrils        | Avant | Barcelona-Sants | Barcelona-Sants        |

### Llarga Distància
Els diferents serveis de Llarga distància uneixen l'estació del Camp de Tarragona amb ciutats com: Barcelona, Girona, Perpinyà, Montpeller, Marsella, València, Saragossa, Madrid, Sevilla, Vigo, Bilbao, entre d'altres.
| Tipus de Tren | <<                      | >>                                        | Parades intermèdies | Observacions   |
| ------------- | ----------------------- | ----------------------------------------- | --- | -------------- |
| AVE           | Madrid-Puerta de Atocha | Marsella-Sant Charles                     | Saragossa-Delicias · Barcelona-Sants · Girona · Figueres-Vilafant · Perpinyà · Narbona · Montpeller-Saint Roch · Nimes Centre | 1 tren diari   |
| AVE           | Figueres-Vilafant       | Madrid-Puerta de Atocha                   | Girona · Barcelona-Sants · Lleida-Pirineus · Saragossa-Delicias · Calataiud· Guadalajara-Yebes |                |
| AVE           | Barcelona-Sants         | Madrid-Puerta de Atocha                   | Lleida-Pirineus · Saragossa-Delicias · Calataiud· Guadalajara-Yebes |                |
| AVE           | Barcelona-Sants         | Sevilla-Santa Justa                       | Lleida-Pirineus · Saragossa-Delicias · Ciudad Real-Central · Puertollano · Còrdova-Central | 1 tren diari   |
| AVE           | Barcelona-Sants         | Málaga-María Zambrano                     | Lleida-Pirineus · Saragossa-Delicias · Còrdova-Central · Puente Genil-Herrera · Antequera-Santa Ana | 1 tren diari   |
| Euromed       | Figueres-Vilafant       | València-Joaquim Sorolla Alacant-Terminal | Figueres-Vilafant - Girona - Barcelona-Sants- Camp de Tarragona · Castelló de la Plana · València-Joaquim Sorolla |                |
| Ouigo         | Barcelona-Sants         | Madrid-Puerta de Atocha                   | Saragossa-Delicias | 1 tren diari   |
| Alvia         | Barcelona-Sants         | Bilbao-Abando                             | Lleida Pirineus · Saragossa-Delicias · Tudela · Castejon · Alfaro · Calahorra · Logronyo· Haro · Miranda de Ebro · Llodio | 2 trens diaris |
| Alvia         | Barcelona-Sants         | Irun                                      | Lleida Pirineus · Saragossa-Delicias · Tudela · Castejón · Tafalla · Pamplona · Alsasua · Zumárraga · Tolosa · Sant Sebastià | 2 trens diaris |
| Alvia         | Barcelona-Sants         | Vigo-Guixar                               | Lleida Pirineus · Saragossa-Delicias · Tudela · Castejón · Tafalla · Pamplona · Vitòria-Gasteiz · Miranda de Ebro · Burgos · Palència · Sahagún · Lleó · Astorga · Bembibre · Ponferrada · O Barco de Valdeorras · A Rúa-Petín · San Clodio-Quiroga · Monforte de Lemos · Ourense-Empalme · O Porriño · Redondela | 1 tren diari   |
| Avlo          | Figueres-Vilafant       | Madrid-Puerta de Atocha                   | Girona · Barcelona-Sants · Lleida-Pirineus · Saragossa-Delicias · Calataiud· Guadalajara-Yebes |                |

### Comunicació amb el Camp de Tarragona
No hi ha connexió amb la resta de trens de rodalia ni regionals. Només s'hi pot arribar o sortir-ne amb vehicle particular, taxi, o els autobusos que van a Tarragona, Reus, Valls, Salou, i Cambrils.